# Bijdragen en Mededelingen betreffende de Geschiedenis der Nederlanden
Bijdragen en Mededelingen betreffende de Geschiedenis der Nederlanden (BMGN), ook wel BMGN - Low Countries Historical Review, is een wetenschappelijk tijdschrift gewijd aan de geschiedenis van Nederland en België, en in bredere zin de aanwezigheid van Nederland en België in de wereld. Het tijdschrift wordt uitgegeven door het Koninklijk Nederlands Historisch Genootschap. Historici duiden het tijdschrift meestal aan met zijn afkorting BMGN. Het is open access.
De BGMN ontstond in 1969 uit het samengaan van twee oudere historische tijdschriften:
- Bijdragen voor de geschiedenis der Nederlanden (BGN), ook bekend als Nijhoff’s bijdragen; deze publicatie van uitgeverij Martinus Nijhoff was in 1946 voortgekomen uit de Bijdragen voor vaderlandsche geschiedenis en oudheidkunde, dat al in 1837 was opgericht door Isaac Anne Nijhoff. Het wordt gezien als de eerste Nederlandse periodiek met wetenschappelijk verantwoorde geschiedbeoefening.[1] De verschijningsfrequentie was overigens laag: om de paar jaar een nieuwe bundel met artikelen. Na de dood van Is. Nijhoff en diens oudste zoon Paulus nam de jongere zoon Martinus Nijhoff, die een eigen uitgeverij was begonnen, de publicatie van de Bijdragen over. Robert Fruin werd toen hoofdredacteur. Tot de latere hoofdredacteuren behoorde Petrus Johannes Blok.

Een andere voorloper van de BGN waren de kortstondige Nederlandsche historiebladen (1938-1941), die zowel aan geschiedenis als kunstgeschiedenis gewijd waren.
- Bijdragen en Mededelingen van het Historisch Genootschap (1877).

Sinds 2012 wordt veelal gepubliceerd in het Engels en wordt naar het tijdschrift verwezen met de Nederland-Engelse titel BMGN - Low Countries Historical Review. Alle afleveringen vanaf 1970 zijn kosteloos te raadplegen.